# Erythromycin
Erythromycin je významné makrolidové antibiotikum vyvinuté v roce 1952 společností Eli Lilly. Je účinný především proti aerobním grampozitivním kokům a bacilům – např. stafylokokům a streptokokům či tyčkám z rodu Clostridium či Listeria.

## Účinek
Inhibuje proteinovou syntézu bakterií tím, že se váže na 50S podjednotku bakteriálních ribozomů. Zřejmě inhibuje translokační krok syntézy, nikoliv tvorbu peptidové vazby jako takovou.